# ファイアーエムブレム無双
『ファイアーエムブレム無双』（ファイアーエムブレムむそう、Fire Emblem Warriors）は、コーエーテクモゲームスより2017年9月28日に発売された、Newニンテンドー3DS、Nintendo Switch用ゲームソフト。アメリカ・ヨーロッパでは同年10月20日に発売された。

## 概要
2017年1月13日に開催された「Nintendo Switch プレゼンテーション 2017」で発表されたコーエーテクモゲームスの「無双シリーズ」と任天堂の「ファイアーエムブレムシリーズ」のコラボ作品。
無双シリーズと任天堂作品のコラボタイトルは2014年発売の「ゼルダ無双」に続き2作目。ゲーム雑誌「ファミ通」2015年12月3日号で「どんなコラボ『無双』を遊びたいか」というアンケート企画が掲載されファイアーエムブレムは3位にランクインしていたが、この頃にはすでに本作の企画はスタートしていた。コーエー側から任天堂に企画を持ちかけ、新ハード（Nintendo Switch）での開発となった。
異界から来た英雄と共に異形の者との戦いに挑むストーリーモード、歴代作品の名場面を再現したマップに挑戦するヒストリーモードがある。ストーリーモードのみ、難易度をイージー・ノーマル・ハード・ルナティックの4段階から選択できる。
本作のキャラクターは全編フルボイスとなっている。またキャラクター同士が会話をして仲を深める従来作の「支援会話」を元にした「絆会話」システムがある（ただし『覚醒』や『if』のように結婚することはない）。それぞれの掛け合いはファイアーエムブレムを開発するインテリジェントシステムズが監修している。組み合わせは各キャラごとに決まっており、男女がいるルフレとカムイは内容は同じだがそれぞれ別パターンがある。
クロムとチキのamiiboが本作と同時発売。クロムを使用すると「クロムの模擬剣」、チキを使用すると「チキの涙」が入手できる。同じく「ファイアーエムブレム」シリーズのキャラクター（マルス、アイク、ルフレ、ルキナ、ロイ、カムイ、アルム、セリカ）のamiiboをタッチすると武器を入手することができる。それ以外は武器や素材、軍資金のいずれかを入手することができる。同一キャラクターは1日1回、最大1日5キャラクターまで。
出荷本数は全世界で100万本を突破している（2018年3月時点）。

## システム
戦闘の仕組み
本作ではプレイヤーは最大8人のユニットを選択して出撃し、そのうち4人を自由に切り替えながら操作できる。さらに8人それぞれのユニットに指示を出すことができ、これによって特定の敵将への攻撃や拠点・味方の防衛をこなすことになる。
パラディンやペガサスナイトなどの騎馬ユニットは移動速度が高い。また一部のマップには飛行ユニットしか通れない通路が存在する。
戦闘中、最終目的とは別のサイドミッションが発生することがあり、達成すると展開が有利になるだけでなく、クリア後に報酬が追加される。
ゲームスタイル
本作には通常の「カジュアルモード」に加え、ファイアーエムブレムシリーズにある「クラシックモード」を選択できる。クラシックモードではHPが0になったユニットが負傷状態となり、以降のプレイで使用できなくなる「ロスト」が発生する。負傷ロストしたユニットは神殿で軍資金と特定の素材を払うことで復帰させることができるが、そのコストは非常に高いものとなっている。よって、プレイヤーはファイアーエムブレムシリーズと同じように味方を一人も敗退させないように攻略を行う必要がある。
クラシックモードを選択した場合のみ途中でカジュアルモードへの変更が可能であり、変更までに負傷ロストしたユニットが全員復活するが、再度クラシックモードに変更する事はできない。
武器の相性
ファイアーエムブレムシリーズにある「剣・槍・斧」の三すくみが本作にも採用されており、相手に有利なキャラは『真・三國無双7』のように攻撃力やスタンゲージの出現率・「必殺の一撃」の性能が上がり、逆に不利だと敵がガードしやすくなり受けるダメージが増え、能動的にスタンゲージを出現できない。魔法と弓は三すくみの影響を受けない代わりに覚醒ゲージを攻撃で溜められないが、特殊攻撃で能動的に有利相性時のスタンゲージを出現させられる。
また魔法は他の武器とは別の攻撃力・守備力が用意されており、アーマーナイトや魔物などは攻撃と守備が高いかわりに魔防が低く、魔法攻撃でダメージを受けやすい。
なお、弓矢やアーマーキラー、キャラが持つ固有の武器など「武器攻撃力を下げる代わり特定クラスに大ダメージを与える」特性がついている装備もある。通常の武器でも、同じ特性が付与された武器を入手できることがある。
ステータス
各キャラにはHP、力、魔力、守備、魔防、技、速さ、幸運のステータスがある。
本作では技は奥義の威力、速さは覚醒の持続時間、幸運はアイテムのドロップ率や一部スキルの発動率に関連している。
従来の作品ではレベルアップ時のステータスアップはランダムだが、本作の成長率は固定となっている。
スキル
キャラクターの能力を強化するスキルは最大6個までつけることができる。ステータスを底上げしたり、特定条件で敵に与えるダメージが上昇したり、敵を倒したときに特殊な効果が出るなど種類は様々。
スキルはキャラごとに1つずつ対応するものが用意されており、それらはそのキャラとの戦いで入手できる素材で比較的容易に取得できる。ただし、他のキャラのスキルを取得するには、各キャラと絆を高めることでしか入手できない特別な素材が必要になる。
覚醒
『真・三國無双7』や『ゼルダ無双』で採用されているシステム。相性有利な敵を倒すか青い薬のアイテムを獲得するとゲージがたまっていき、半分以上で覚醒状態に入ることができる。
一定時間全ての敵に対し三すくみが有利な状態となり、終了時には奥義よりさらに強力な「覚醒奥義」で、周囲の敵を一掃する。
ダブル
『ファイアーエムブレム覚醒』に登場した、味方2人で1組のユニットとするシステム。後衛に入ったキャラに応じて一部ステータスが上昇する他、敵を攻撃して専用ゲージをためると後衛が敵のガードを崩す「デュアルアタック」の使用や、後衛が敵の攻撃を１回防ぐ「デュアルガード」の発生が可能になる。
前衛・後衛両方の無双ゲージを1本消費し、絆の高さに応じて威力がさらに高まった「デュアル奥義」を使うこともできる。
クラスチェンジ
レベルが15以上になったユニットは特定のステージでのみ入手できる「マスタープルフ」消費で獲得できる「飛躍の紋章」によって、ステータスや作成可能な紋章の数が大幅に強化され衣装が変わる。一部キャラは杖も使用可能となるが、従来の作品と違いレベルのリセットや移動タイプなどの変化といった、互換性のない変化が存在しない。
なお、フレデリクやレオンといった原作において上級職を初期状態とするキャラや、固定職であるマルスとチキなど本来クラスチェンジが不可能なキャラにも、それぞれ本作オリジナルとして上級職が用意されている。
ショップ
ユニットを強化する紋章を作成できる紋章屋、武器の強化を行える練成屋、余った素材で次のバトルに祝福ボーナスをつけることができる神殿、軍資金を消費してレベルを上げる訓練場などがある。
紋章屋や神殿での強化には敵将を倒したり、ステージクリア報酬、ユニットとの絆を上げるなどで入手できる素材が必要。
Ver1.5.0アップデートで、キャラのレベルを1にリセットする代わりにレベルに応じた素材が手に入るレベルリセット機能、祝福関連では自キャラの与ダメージが0になり、自らの指示だけでバトルをクリアさせる「軍師の祝福」と、全ての敵のレベルが最大になる「インファナルの祝福」が追加された。
アーマーブレイク
Ver.1.2.0アップデートから追加された特性「破鎧の一撃」を持つ武器を装備して必殺の一撃を発生させると、相手は守備と魔防が半減したアーマーブレイク状態になる。
ただし、敵の攻撃で一度でもふっとばされると自分がアーマーブレイク状態になってしまう。アーマーブレイク状態のモデルが存在するキャラがアーマーブレイク状態になると、装備が破壊されモデルが変化する。

## キャラクター

### オリジナルキャラクター
主人公のリアン・シオンの担当声優である内田真礼と内田雄馬は実の姉弟だが、意図的なキャスティングではなくいくつかのオーディションボイスから選ばれた。ストーリーモードでは最初にどちらかを選択し、選ばなかったほうは中盤で仲間に加わる。
シオン
声 - 内田雄馬
クラス - ロード→マスターロード / 杖を使用可能 / 武器 - 剣
専用武器 - シルベリオン / スキル - 「よく効く薬」傷薬で周囲の仲間を回復できる
アイトリス王国王子でリアンの双子の弟。活発で常に前向きな性格で、考えるより体が先に動くタイプ。王位よりも前線に立つことを望んでいる。
シルベリオンを強化する紋章を持つが、それだけでなくエリクシアンも装備することができる。
Ver.1.2.0アップデートで「ゴールドプリンス」の衣装が追加。
リアン
声 - 内田真礼
クラス - ロード→マスターロード / 杖を使用可能 / 武器 - 剣
専用武器 - エリクシアン / スキル - 「献身の喜び」杖で自身を回復できる
アイトリス王国王女でシオンの双子の姉。王族としての立場を考え優等生として振舞っているが、気が弱く自分は王位にふさわしくないと考えている。
エリクシアンを強化する紋章を持つが、それだけでなくシルベリオンも装備することができる。
Ver.1.2.0アップデートで「ゴールドプリンセス」の衣装が追加。
ダリオス
声 - 佐藤拓也
クラス - ロード→マスターロード / 専用武器 - リジル
グストン王国の王子だがアイトリス王国に長く駐留し、シオン・リアンにとっての兄的存在としてシオンに剣術、リアンに学問を教えている。
ストーリーモードでは中盤までシオン・リアンと行動を共にし、友軍として共闘する。中盤で罠にかかり捕えられた後、闇の力に染まってオゾットとともにシオンやリアンらと対峙する。しかし、完全に闇の力には染まってはおらず、わずかに正気を取り戻した際に自身が邪竜復活の生贄にならぬよう殺してほしいと懇願するが、シオンやリアンが躊躇っている間に二人の目の前で奈落へと転落し、これによって自らが生贄となってしまった。
ユアナ
声 - 永吉ユカ
アイトリス王国王妃でシオンとリアンの母親。それぞれ別の理由で王位を継ぐことを拒んでいる二人に困りつつも、暖かく成長を見守っている。
序盤でシオンとリアンにアイトリスの国宝である「炎の盾」を託し、自身は秘密の脱出路が土砂崩れで閉塞された後にグストンに捕まり、「王族の血が流れる者」という理由で邪竜復活の生贄にされそうになるが、アイトリス軍によって救出される。
オゾット
グストン王国の国王。邪竜イビルザーグの力を手にするため、アイトリスに侵攻する。中盤で捕えられたダリオスを闇の力に染めて手先とするが、邪竜復活の生贄にしようとしていたユアナを奪われた直後、ダリオスによって「代わりの生贄」として殺害されてしまう。
邪竜イビルザーグ
ストーリーモードの最終ボス。禍々しい姿をした紫黒の巨大な竜。異界の門を開いて異界の者を召喚する力を持っており、グストンがその力を求めていた。
ヒストリーモードにおいても特定のバトル終盤に登場することがある。

### 歴代キャラクター
歴代作品からは基本的に『暗黒竜と光の剣』『覚醒』『if』の3作品から登場。作品数を絞った理由として各作品の主人公は剣が武器のキャラクターが多いため三すくみが生かしづらく、より多くの武器や兵種を操作してほしいという考えからあえて作品を絞ったと解説している。
また歴代キャラクターは横並びの関係で本作オリジナル主人公のシオンとリアンを支える構図になっている。

#### 暗黒竜と光の剣
マルス
声 - 緑川光
クラス - ロード→スターロード / 武器 - 剣
専用武器 - 神剣ファルシオン / スキル - 「エリート」自身の獲得経験値が大きくアップ
『暗黒竜と光の剣』の主人公でアリティア王国の第一王子。温厚で責任感の強い性格。
DLC「ファイアーエムブレム新・暗黒竜と光の剣」追加パックを購入すると「花婿」の衣装が追加される。
シーダ
声 - 早見沙織
クラス - ペガサスナイト→ファルコンナイト / 飛行タイプ / クラスチェンジ後に杖を使用可能 / 武器 - 槍
専用武器 - ウィングスピア（DLC） / スキル - 「速さ+10」覚醒状態の持続時間を延長する
タリス王国の王女で、マルスの婚約者。心優しくも芯の強い性格で、マルスを支える。
DLC「ファイアーエムブレム新・暗黒竜と光の剣」追加パックを購入すると「花嫁」の衣装が追加される。
チキ
声 - 諸星すみれ
クラス - マムクート→神竜族 / 竜タイプ / 武器 - 竜石
専用武器 - 神竜石（DLC） / スキル - 「金剛の一撃」各種強攻撃を敵の攻撃で中断されない
竜に変身できるマムクートの少女。マルスを兄のように慕っている。
自身の無双ゲージを覚醒ゲージに変換する能力があり、覚醒状態になると竜に変身してステータス・アクションが大きく強化される。
DLC「ファイアーエムブレム新・暗黒竜と光の剣」追加パックを購入すると「カラードレス」の衣装が追加される。
ナバール
声 - 子安武人
クラス - 傭兵→勇者 / 武器 - 剣
専用武器 - 倭刀（DLC） / スキル - 「孤高」ダブル状態でない時に攻撃力アップ
「紅の剣士」の異名を持つ凄腕の傭兵であり、東方剣を操る二刀流の剣士。寡黙かつ冷徹で、他人と慣れ合おうとはしない。
ストーリーモードでは味方NPCとして登場し、DLC「ファイアーエムブレム新・暗黒竜と光の剣」追加パックを購入すると使用可能になる。
ミネルバ
声 - 佐倉綾音
クラス - ドラゴンナイト→ドラゴンマスター / 飛行タイプ / 武器 - 斧
専用武器 - オートクレール（DLC） / スキル - 「アイオテの竜」特効特性による大ダメージを受けない
マケドニア王国の第一王女で、「赤い竜騎士」の異名をとる竜騎士。
DLC「ファイアーエムブレム新・暗黒竜と光の剣」追加パックを購入すると使用可能になる。
リンダ
声 - 瀬戸麻沙美
クラス - 魔道士→司祭 / 武器 - 魔道書
専用武器 - オーラの書（DLC） / スキル - 「才覚」必殺の連撃を発動させると、三すくみ相性が有利でなくても覚醒ゲージが増加（覚醒時は無効）
アカネイア王国の魔道士で、大司祭ミロアの娘。
覚醒奥義ではリザイアを使用し、HPを吸収・回復する。
DLC「ファイアーエムブレム新・暗黒竜と光の剣」追加パックを購入すると使用可能になる。
ガーネフ
声 - 成田剣
クラス - ソーサラー / 専用武器 - マフーの書
暗黒竜メディウスと結託していたカダインの暗黒魔道士で、グストン軍の手先として登場。闇魔法マフーを駆使し行く手を阻む。
敵NPCとしての登場のみであり、使用可能にするDLCは存在しない。

#### 覚醒
クロム
声 - 杉田智和
クラス - ロード→マスターロード / 武器 - 剣
専用武器 - 封剣ファルシオン / スキル - 「月光」幸運値に応じ、敵の守備・魔防の影響を軽減する
『覚醒』の主人公で、右肩に聖痕を持つイーリス聖王国の第一王子。自警団を率いる団長として、自ら国を守護している。
DLC「ファイアーエムブレム覚醒」追加パックを購入すると「聖王」の衣装が追加される。
ルフレ
声 - 細谷佳正（男）、沢城みゆき（女）
クラス - 戦術師→神軍師 / 武器 - 魔道書
専用武器 - 雷書トロン（DLC） / スキル - 「方陣」ダブルで後衛になると、前衛の攻撃力をアップ
『覚醒』の主人公・マイユニットでクロム自警団の軍師。本作でもアイトリス軍を軍師として導く。
ストーリーモードでは男性としての登場となるが、ヒストリーモード「運命か、絆か」をクリアすることで衣装変更において女性版への変更が可能となり、性別での出撃制限を受けなくなる。
リズ
声 - 阿澄佳奈
クラス - シスター→バトルシスター / 武器 - 斧 / 杖を使用可
専用武器 - リズの癒斧（DLC） / スキル - 「力+10」物理攻撃で与えるダメージを上昇させる
クロムの妹でイーリス聖王国の第二王女。明るい性格で誰とも対等に接する。
DLC「ファイアーエムブレム覚醒」追加パックを購入すると「賢者」の衣装が追加される。
フレデリク
声 - 小野大輔
クラス - グレートナイト→ガーディアンナイト / 騎馬・重装タイプ / 武器 - 斧
専用武器 - フレデリクの堅斧（DLC） / スキル - 「大盾」幸運値により剣・槍・斧に対して防御力アップ
イーリス聖王国の騎士でクロム自警団の副長。自警団の参謀的存在で生真面目な堅物。
一部の攻撃アクションで、盾、剣、槍をも扱う。
ティアモ
声 - 岡田栄美
クラス - ペガサスナイト→ファルコンナイト / 飛行タイプ / クラスチェンジ後に杖が使用可能 / 武器 - 槍
専用武器 - ティアモの愛槍（DLC） / スキル - 「太陽」強敵を倒すと幸運値に応じHP回復
イーリス天馬騎士団の最後の生き残りとなった若手騎士。天才肌だが恋愛は苦手。
DLC「ファイアーエムブレム覚醒」追加パックを購入すると「ダークペガサス」の衣装が追加される。
ルキナ
声 - 小林ゆう
クラス - ロード→マスターロード / 武器 - 剣
専用武器 - 裏剣ファルシオン / スキル - 「覚醒」覚醒状態中、および覚醒奥義の攻撃力アップ
左目に聖痕を宿すイーリス聖王国の王女で、クロムの娘。祖国の滅亡した未来より、絶望に苛まれた世界の運命を変えるために時間を遡ってきた。
マルスに変装したときの衣装をプレイヤーでも使用することができる他、DLCの第1弾から第3弾までをセットで購入すると「花嫁」の衣装を入手できる。
ウード
声 - 高橋英則
クラス - 剣士→ソードマスター / 武器 - 剣
専用武器 - ミステルトィン（DLC） / スキル - 「均衡せし力の共鳴」力と魔力が近いほど攻撃力アップ
絶望の未来から来たリズの息子。目立ちたがりで中二病が入ったヒーロー気質の青年。
ストーリーモードでは味方NPCとして登場し、DLC「ファイアーエムブレム覚醒」追加パックを購入すると使用可能になる。
オリヴィエ
声 - 松嵜麗
クラス - 踊り子→プリンシバル / 武器 - 剣
専用武器 - オリヴィエの舞剣（DLC） / スキル - 「疾風迅雷」強敵を倒すと無双ゲージと覚醒ゲージが回復
各国を旅するキャラバンの踊り子。極度の恥ずかしがり屋だが、天才的な踊りのセンスを持つ。
攻撃で溜まる特殊ゲージを消費し、仲間の無双ゲージを回復させる固有アクションがある。
DLC「ファイアーエムブレム覚醒」追加パックを購入すると使用可能になる。
サーリャ
声 - 高田憂希
クラス - ダークマージ→ソーサラー / 武器 - 魔道書
専用武器 - サーリャの禁呪（DLC） / スキル - 「破滅の誓約」徐々にHPが減少するが、HPが低いほど攻撃力アップ
ペレジア王国の呪術師。陰湿で嫉妬深い性格。ルフレに対し盲目的に想いを寄せている。
無双奥義ではリザイアを使用し、HPを吸収・回復する。
DLC「ファイアーエムブレム覚醒」追加パックを購入すると使用可能になる。
ファウダー
声 - 子安武人
クラス - ソーサラー / 専用武器 - 魔書ギムレー
ペレジア王国で活動するギムレー教団の教主。闇魔法「魔書ギムレー」を持ち、グストン軍の手先としてアイトリス軍と対立する傍らルフレを狙う。
敵NPCとしての登場のみであり、使用可能にするDLCは存在しない。

#### if
カムイ
声 - 佐藤聡美（女）、島﨑信長（男）
クラス - ダークプリンセス→ダークブラッド（女）、ダークプリンス→白の血族（男） / 竜タイプ / クラスチェンジ後に杖を使用可能 / 武器 - 剣
専用武器 - 夜刀神 / スキル - 「竜盾」ダブルで後衛になると、前衛の防御力アップ
『if』の主人公・マイユニット。白夜王国で生まれ暗夜王国で育った王族。竜の血を引いており、一部の技では竜に変身する。
ストーリーモードでは女性として登場。ヒストリーモード「その手が拓く未来」をクリアすると衣装変更で男性版に変更できるようになり、性別による出撃制限を受けなくなる。
DLC「ファイアーエムブレムif」追加パックを購入すると女カムイに「白の血族」の衣装、男カムイに「ダークブラッド」の衣装が追加される。
リョウマ
声 - 中村悠一
クラス - 剣聖→白夜王 / 武器 - 剣
専用武器 - 雷神刀 / スキル - 「流星」攻撃アクションの速度がアップ
白夜王国の第一王子。武士道精神を心掛ける厳格な侍。白夜軍を率いてカムイを探している。
ヒノカ
声 - 名塚佳織
クラス - 天馬武者→聖天馬武者 / 飛行タイプ / クラスチェンジ後に杖を使用可能 / 武器 - 槍
専用武器 - ヒノカの紅薙刀 / スキル - 「守備+10」物理攻撃で受けるダメージを軽減する
白夜王国の第一王女。実直で面倒見の良い性格だが、王女というよりは武人の面が強い。
タクミ
声 - 梶裕貴
クラス - 弓使い→弓聖 / 武器 - 弓
専用武器 - 風神弓 / スキル - 「技+10」必殺の一撃と無双奥義・覚醒奥義の攻撃力アップ
白夜王国の弟王子。自己顕示欲が強いひねくれ者。
DLC「ファイアーエムブレムif」追加パックを購入するとバトラーの衣装が追加される。
サクラ
声 - 金元寿子
クラス - 巫女→戦巫女 / 杖を使用可能 / 武器 - 弓
専用武器 - 破魔矢 / スキル - 「HP+50」最大HPアップ。ただし、スキル上昇分も合わせて999が上限
白夜王国の妹王女。武器は弓で杖も使える。内気な性格で口下手だが、他のきょうだい同様芯が強い。
マークス
声 - 小西克幸
クラス - パラディン→暗夜王 / 騎馬タイプ / 武器 - 剣
専用武器 - ジークフリート / スキル - 「聖盾」幸運値により、弓・魔道書・竜石に対して防御力アップ
暗夜王国の第一王子。武器は剣で移動タイプは騎馬。寡黙で厳格な騎士。暗夜軍を率いてカムイを探している。
カミラ
声 - 沢城みゆき
クラス - レヴナントナイト→レヴナントマスター / 飛行タイプ / 武器 - 斧
専用武器 - カミラの艶斧 / スキル - 「見下す者」騎馬・飛行タイプ以外への攻撃力アップ
暗夜王国の第一王女。面倒見がよく温厚な性格。カムイを溺愛している。
戦場では魔竜に乗り、魔法を織り交ぜて苛烈に戦う。
DLC「ファイアーエムブレムif」追加パックを購入するとメイドの衣装が追加される。
レオン
声 - 宮野真守
クラス - ダークナイト→ケイオスナイト / 騎馬タイプ / 武器 - 魔道書
専用武器 - ブリュンヒルデ / スキル - 「魔力+10」魔法攻撃で与えるダメージを上昇させる
暗夜王国の弟王子。天才肌の魔道騎士であり、重力を操る魔法を用いる。頭脳明晰で冷静な性格。
エリーゼ
声 - 諏訪彩花
クラス - ロッドナイト→ストラテジスト / 騎馬タイプ / 杖を使用可能 / 武器 - 魔道書
専用武器 - ムーンライト / スキル - 「魔防+10」魔法攻撃で受けるダメージを軽減する
暗夜王国の妹王女。明るく天真爛漫な性格。
アクア
声 - Lynn
クラス - 歌姫→ディーヴァ / 武器 - 槍
専用武器 - 聖なる槍（DLC） / スキル - 「天照らす」ダブルを組んだ仲間のHPを徐々に回復する
暗夜で生まれ白夜で育った王女。クールでさっぱりした性格。水の力を持った槍を扱う他、歌で特別な力を発揮する。
仲間の覚醒ゲージを回復させる固有アクションがある。
DLC「ファイアーエムブレムif」追加パックを購入すると使用可能になる。別衣装の「黒き歌姫」を使用時は覚醒奥義が専用のものに変化する。
オボロ
声 - ささきのぞみ
クラス - 槍術士→槍聖 / 武器 - 槍
専用武器 - オボロの漆薙刀（DLC） / スキル - 「カウンター」敵の強攻撃をひきつけてガードすると、周囲の攻撃を中断させてスタンゲージを出現させる
白夜王国王子タクミの臣下。お洒落好きの槍使いで、主君のタクミを慕う。
ストーリーモードでは味方NPCとして登場し、DLC「ファイアーエムブレムif」追加パックを購入すると使用可能になる。
ゼロ
声 - 子安武人
クラス - シーフ→アドベンチャラー / クラスチェンジ後に杖を使用可能 / 武器 - 弓
専用武器 - ゼロの虐弓（DLC） / スキル - 「滅殺」幸運に比例した確率で、必殺の一撃の威力が大幅アップ
暗夜王国王子レオンの臣下。意味深かつ破廉恥な言動をとる。
ストーリーモードでは味方NPCとして登場し、DLC「ファイアーエムブレムif」追加パックを購入すると使用可能になる。
マクベス
声 - 江越彬紀
クラス - ソーサラー / 専用武器 - マクベスの惑書
暗夜王国の軍師。グストン軍の手先として、白夜・暗夜軍に卑劣な罠を仕掛ける。
敵NPCとしての登場のみであり、使用可能にするDLCは存在しない。

#### その他
リン
声 - 大本眞基子
クラス - ロード→ブレイドロード / 武器 - 剣
専用武器 - ソール・カティ / スキル - 「すり抜け」移動中に敵の攻撃でひるまない
『ファイアーエムブレム 烈火の剣』の主人公の一人。サカの草原の民の血を引くキアラン公女、本名・リンディス。勝気でさっぱりした性格。
ストーリーモードには登場せず、ヒストリーモード「キアランの公女」で登場。クリアすると使えるようになる。
本作ではナバールと同様の二刀流剣士として登場。DLC「ファイアーエムブレム新・暗黒竜と光の剣」追加パックを購入すると「ソードマスター」の衣装が追加される。
セリカ
声 - 東山奈央
クラス - 神官→プリンセス / 杖を使用可能 / 武器 - 剣
専用武器 - レディソード / スキル - 「幸運+20」回復アイテムのドロップ率と、一部スキルの効果アップ
『ファイアーエムブレム Echoes もうひとりの英雄王』の主人公の一人。ソフィア王国の王女、本名・アンテーゼ。聡明で争いごとを好まない性格。
ストーリーモードには登場せず、ヒストリーモード「再会 そして…」に登場。クリアすると使えるようになる。
アンナ
声 - 世戸さおり
クラス - トリックスター→マスターディール / 武器 - 弓
専用武器 - アンナの福弓（DLC） / スキル - 「一攫千金」幸運に比例して獲得ゴールドが増える
シリーズ恒例の女性キャラクター。同じ姿と名前の姉妹がいると言われるが、本作に登場するものはアイトリス王国に住んでいるとのこと。
特定の条件を満たすと一定時間マップ内に出現し、接触すると「アンナの記憶」というアイテムを入手でき、ショップのレベルが上がり神殿で受けられる祝福の数が増えるなどの効果がある。
「アンナの記憶」の収集によってヒストリーモードに出現する隠しステージをどれか一つクリアすると、プレイヤーキャラとして使用可能になる。